# Чижаки
Чижаки — деревня в Демидовском районе Смоленской области России. Входит в состав Слободского сельского поселения. По состоянию на 2007 год постоянного населения не имеет. 
Расположена в северо-западной части области в 39 км к северо-востоку от Демидова, в 35 км западнее автодороги Р133 Смоленск — Невель, на берегу реки Ельша. В 86 км южнее деревни расположена железнодорожная станция О.п. 430-й км на линии Москва — Минск. 

## История
В годы Великой Отечественной войны деревня была оккупирована гитлеровскими войсками в июле 1941 года, освобождена в сентябре 1943 года.